# 雅库布斯·普林斯
雅库布斯·特奥多鲁斯·威廉默斯·“科”·普林斯（荷蘭語：Jacobus Theodorus Wilhelmus "Co" Prins，1938年6月5日—1987年9月26日）是一名已故荷兰足球员，他曾在1959年至1966年期间代表阿贾克斯参加了184场比赛并射入60球。在1960年代中期他加盟德甲球队凯泽斯劳滕，成为当时德国为数不多的外籍球员之一。
普林斯的首场国家队比赛是1960年11月30日荷兰队在布拉格以4:0战胜捷克斯洛伐克的友谊赛中，其第10次及最后一次国际比赛则是1965年11月17日荷兰队在阿姆斯特丹以0:0战平瑞士的世界杯预选赛。随后，普林斯还曾在1981年的电影《胜利大逃亡》中出镜，饰演一名被盟军俘虏的荷兰足球员。
1987年，普林斯在一场比赛中因心脏病发作去世。